# Ivoy-le-Pré
Ivoy-le-Pré és un municipi francès, situat al departament del Cher i a la regió del Centre - Vall del Loira.